# Делія Овенс
Делія О́венс (нар. 4 квітня 1949) — американська письменниця, зоологиня і природоохоронниця. Авторка роману «Там, де співають раки» 2018 року.
Овенс народилася й виросла в Південній Джорджії, де провела більшу частину свого життя в справжній пустелі або поблизу неї. Вона здобула ступінь бакалавра наук із зоології в Університеті Джорджії та ступінь доктора філософії з поведінки тварин в Каліфорнійському університеті в Девісі.
Овенс познайомилася з Марком Овенсом на курсі протозоології в Університеті Джорджії, коли вони були аспірантами, які вивчали біологію. Пара одружилася 1973 року, а 1974 року переїхала на південь Африки, щоб вивчати тварин у пустелі Калахарі та Замбії. Про Африку вона писала у своїх мемуарах «Крик Калахарі», «Око слона», «Таємниці савани». Пару було вислано з Ботсвани і їх розшукують для допиту в Замбії у зв'язку з розслідуванням вбивства. Вони більше не одружені. Після повернення до Сполучених Штатів Делія Овенс займається збереженням ведмедів.
Її дебютний роман «Там, де співають раки» вийшов 2018 року. Він став однією з найпродаваніших книжок усіх часів. За ним зняли однойменний фільм 2022 року.

## Життєпис
Овенс виросла в Томасвіллі на півдні Джорджії, здебільшого вона жила в справжній пустелі або поблизу неї. Вона та її тодішній чоловік Марк були студентами біології в Університеті Джорджії; там вона здобула ступінь бакалавра наук із зоології та докторський ступінь у галузі поведінки тварин в Університеті Каліфорнії в Девісі. Вона знала, що хоче стати письменницею, але вирішила зробити наукову кар'єру.
Подружжя переїхало до Африки 1974 року, подорожуючи деякий час, перш ніж зробити табір у пустелі Калахарі, Ботсвана. «Плач Калахарі» — це твір про досвід пари там. Після того, як вони провели кампанію проти місцевого тваринництва, ботсванські урядовці виставили їх з країни. Потім Овенси оселилися в Національному парку Північна Луангва, Замбія, а пізніше в Мпіці, Замбія, на початку 1990-х років. «Плач Калахарі» та дві інші її невигадані книжки-бестселери «Око слона» та «Таємниці савани» стосуються дослідницької роботи пари та роботи у сфері збереження тварин. У Замбії вони сприяли зменшенню браконьєрства на слонів, допомагаючи браконьєрам заробляти на життя такими навичками, як бджільництво, теслярство, акушерство та ткацтво.
Здобувши ступінь доктора філософії з біології, Овенс публікувала свої дослідження поведінкової екології дикої природи Африки в таких журналах, як Nature, Journal of Mammalogy, Animal Behavior та African Journal of Ecology. Вона писала статті для журналів Natural History і International Wildlife, де була «мандрівною редакторкою» понад 20 років.
Делія та Марк Овенс розлучилися. Багато років Делія жила в окрузі Баундері, штат Айдахо, за двадцять миль від Канади. Однак у 2019—2020 роках вона переїхала на колишню конеферму поблизу Ешвіля, штат Північна Кароліна.
Овенс є співзасновницею Фонду Овенсів за збереження дикої природи в Стоун-Маунтін, штат Джорджія. Вона також працювала редакторкою журналу International Wildlife, читала лекції по всій Північній Америці та брала участь у зусиллях зі збереження гризлі по всій території США.
У серпні 2018 року Овенс випустила свій дебютний роман «Там, де співають раки», який очолив список бестселерів художньої літератури The New York Times 2019 року та бестселерів художньої літератури The New York Times 2020 року упродовж 32 тижнів поспіль і загалом був у списку 135 тижнів. У грудні 2018 року було оголошено, що Fox 2000 Pictures придбала права на книгу і що продюсерська компанія Різ Візерспун Hello Sunshine випустить екранізацію. Фільм вийшов у прокат у липні 2022 року та зібрав 144,4 млн доларів.

### Справа про вбивство в Замбії
30 березня 1996 року в інформаційно-аналітичній програмі Turning Point на ABC вийшов документальний фільм під назвою «Смертельна гра: історія Марка та Делії Оуенс», який містив відзнятий момент убивства ймовірного браконьєра, страченого, коли він уже лежав на землі після завданого йому поранення. Оповідачка історії, журналістка Мередіт Віейра, не ідентифікувала жертву, а також не розголошувала особу чи осіб, які зробили смертельні постріли поза камерою. У сценарії ABC жертву називають «порушником». Згодом головний редактор The Atlantic Джеффрі Ґолдберг взяв інтерв'ю у Кріса Еверсона, оператора ABC, який знімав вбивство ймовірного браконьєра. Еверсон сказав Ґолдбергу, що фатальні постріли зробив не замбійський розвідник, а Крістофер Овенс. Ґолдберг повідомив у статті «The Hunted» у The New Yorker 2010 року, що поліційний детектив Замбії, відповідальний за подальше розслідування, Біємба Мусоле, дійшов висновку, що Марк Овенс за допомогою своїх провідників помістив тіло жертви у вантажну сітку, прикріпив його до свого гелікоптера, а потім скинув у сусідню лагуну. Мусоле спробував ідентифікувати ймовірного браконьєра, але марно. Колишній комісар національної поліції Замбії Ґрафаель Мусамба сказав Ґолдбергу, що розслідування загальмовано відсутністю тіла: «Кущі — ідеальне місце для вбивства… Тварини з'їдають докази».
Делія Овенс заперечує цей інцидент, пояснюючи, що вона не була причетна до цього і ніколи не було жодної справи. Однак її роман «Там, де співають раки» викликав підозри в тих, хто брав участь у її книжковому турі, через паралелі між головною героїнею Кайєю та її справою, а також із самими звинуваченнями проти Делії. Овенси заперечують звинувачення.
Ні Делії Овенс, ні її колишньому чоловікові Марку, ні пасинкові Крістоферу не висунули жодних звинувачень.
У червні 2022 року представники поліції Замбії повідомили Джеффрі Ґолдбергу, що вони вважають, що Делію Овенс слід допитати як можливу свідку, співучасницю змови та пособницю у вчиненні тяжких злочинів. Головна прокурорка Замбії Ліліан Шава-Сіюні повідомила Ґолдбергу, що розслідуванню, пов'язаному з убивством ймовірного браконьєра, а також іншими можливими злочинними діями в Північній Луангві заважає відсутність угоди про екстрадицію між Замбією та Сполученими Штатами, а також очевидна відмова ABC співпрацювати з розслідуванням, вона сказала: «Немає терміну давності для вбивства в Замбії… Їх усіх розшукують для допиту в цій справі, зокрема Делію Овенс».

## Нагороди та відзнаки
- 1981 — Нагорода Rolex за підприємство за дослідницький проєкт Калахарі (з колишнім чоловіком Марком Овенсом)[21]
- 1985 — Премія Джона Берроуза (разом з Марком Овенсом)[22]
- 1993 — Нагорода видатній випускниці Каліфорнійського університету[21]
- 1994 — Орден Золотого Ковчега (Нідерланди)[21]

### Романи
- Там, де співають раки (2018)

### Мемуари
- Плач Калахарі (1984)
- Око слона (1992)[23][24]
- Таємниці савани (2006)[25]

## Переклади українською
2022 року у видавництві «Віват» вийшов український переклад роману «Там, де співають раки», перекладачка — Ольга Жильникова.